# Paradarnoides caldwelli
Paradarnoides caldwelli är en insektsart som beskrevs av Ramos 1957. Paradarnoides caldwelli ingår i släktet Paradarnoides och familjen hornstritar. Inga underarter finns listade i Catalogue of Life.